# Feedback
Feedback (с англ. — «обратная связь») — российская музыкальная супергруппа, созданная в 2006 году в Санкт-Петербурге. Распалась в 2012 году.
Девиз — «Мы хотим вернуть изначальную независимость и свободу, напомнить всем, что этот жанр является искусством, а не средством обогащения магнатов шоу-бизнеса».
Чтобы подчеркнуть свою принадлежность к отечественной культуре, Feedback, наряду со своими песнями, исполняет и некоторые произведения Александра Башлачёва («Время колокольчиков»), Бориса Гребенщикова («Рок-н-ролл мертв»), Майка Науменко («Пригородный блюз»). Кроме того, в репертуар входят композиции В. Курылёва («Степной волк», «Последний Адам», «Дождаться Годо», «Старые сны», «Эквилибриум»), а также Юрия Морозова («Когда-то ветер»), The Beatles («Strawberry Fields Forever»), Джона Леннона («Cold Turkey»), Джорджа Харрисона («While My Guitar Gently Weeps»).
Идея проекта — мощный психоделический эксперимент. Импровизированное изложение материала, неповторимость музыкального действа, что делает выступление уникальным и неповторимым каждый раз, как уникален джаз.

## История группы
Коллектив «Feedback» интересен по многим причинам. Если расписать по личностям, то Вадим Курылёв — экс-гитарист «ДДТ», после ухода оттуда собрал группу «Электрические партизаны», с которой записывает альбомы, выступает с сольной акустической программой, а также в составе «Разных людей» и «Адаптации». Александр Ляпин — в прошлом — участник «Аквариума» и «Поп-Механики» Сергея Курёхина. Позже — автор и идеолог собственного проекта «Rock-Механика» и «LiapiN’RoLL». Михаил Нефёдов — бывший барабанщик «Алисы», работающий в «Адаптации», «Разных людях» и «Электрических Партизанах».
Вадим Курылёв: «Мы замутили параллельный проект с известным гитаристом Александром Ляпиным. Это я и барабанщик Миша Нефедов. Теперь у нас есть новая группа-трио для исполнения свободной импровизационной рок-психоделики. Когда-то мы с Ляпиным играли что-то подобное, только на барабанах был Игорь Доценко, пел сам Саша, и моих песен в репертуаре не было. Feedback же представляет собой более равноправный в творческом смысле союз. Часть программы составляют мои песни, часть — известных рок-авторов. Но мы это все исполняем не как принято в классическом русском роке, а виде длинных психоделических композиций. Проект очень интересный и перспективный и, хотя мы не будем выступать часто, надеюсь, что еще поиграем в таком составе не раз».
Александр Ляпин: «Проекты действующие: „Feedback“ с Вадимом Курылёвым, Михаилом Нефёдовым, соответственно, „ДДТ“, „Алиса“, и у Курылёва „Электрические партизаны“ (люблю слушать ЭП на концертах, являюсь их фаном, поклонником). Начнём с того, что мы делали, например, в „Опытах“. Последующий, подобного рода, „Feedback“ — это современный, совершенно другой уровень игры и подачи материала, более продуктивный, интересный. И песни, слава Богу, не мои, а Вадима Курылёва. Так сложилось, что я отказался: писать их — не моё. А у Вадима это получается естественно, я считаю его одним из лучших, ярчайших представителей сегодняшнего русского рока, с удовольствием с ним партнёрствую, принимаю в этом активное участие».
Дебютный концерт состоялся в петербургском клубе «Другой» 28 мая 2006 года. Все появления на публике — слишком малочисленны, поэтому о них следует остановиться подробно.
Курылёв замечал: «Уходя из ДДТ я мечтал о том, что буду участвовать во многих интересных проектах, некоторые организовывать сам, а также и в чужих. Однако несколько лет ушло на то, чтобы сформировать свой коллектив, воплотить в жизнь основную идею „Электрических Партизан“, как концертной группы, параллельно записать несколько альбомов, одним словом — обозначиться в музыкальном мире, как самостоятельная и независимая творческая формация. Единственная разновидность параллельного творчества, которую себе позволял, были мои акустические концерты. Теперь пришло время сайд-проектов. Таким шансом явился для нас супергитарист Александр Ляпин, не так давно прибывший из Америки, где он провел неизвестно сколько времени, и вернулся на Родину с неуемной жаждой творить и побеждать. В апреле 2006 года на концерте памяти Юрия Морозова в клубе „Орландина“ мы сыграли вместе в качестве пробного джем-сейшна один старый блюз. То, что из этого получилось, явилось некоторым шоком и для нас самих, поняли — просто обязаны воплощать это в реальность хотя бы время от времени. Так утвердилась идея группы, играющей жесткую импровизационную музыку.
„Feedback“ — этот термин пришел в музыку вместе с электро-оборудованием. В радиотехнике „обратной связью“ называется эффект, возникающий при попадании звука из динамика в микрофон или звукосниматель — звук закольцовывается, и микрофон или инструмент начинает „заводиться“, то есть — звучать беспрерывно. Рок-музыканты — в первую очередь электрогитаристы — быстро научились использовать фидбэк в качестве музыкального приема. Одними из первых на записи использовали звук заведенной гитары еще „Битлз“.
То, что мы собрались играть — музыка, основанная на взаимодействии музыкантов друг с другом и со слушателями. Наша обратная связь — импровизационная, которая будет вызываться к жизни только во время концерта. Никогда, начиная играть песню, не будем знать, во что это выльется. Ни одну песню не сыграем два раза одинаково. Конечно, некоторые моменты нами обусловлены заранее, например тональность, темп, некоторые риффы. Слова песен сочинять на ходу не умеем. Но на 90 % программа состоит из импровизации. Это джазовый подход, применяемый в данном случае в рок-музыке. Хотя то, что мы играем, назвать можно с большой натяжкой — здесь лишь отправная точка, первый звук, превращенный в нечто новое с помощью „Feedback“. Сразу предупреждаем, что это — неформат! Будем летать по разным музыкальным стилям, соединяя это в гротескно-психоделическую картину современного музыкального мира. Бунтарский гаражный рок-н-ролл, индустриальный блюз, панк-джаз, эмо-фолк и деструктивный нойз-авангард в одном флаконе. Во многом будет зависеть от слушателей, их настроения и интересов».
Два выступления «Feedback» на блюзовых мероприятиях в июне и июле 2006 года показали, что быть хэдлайнером — это не всегда удачно, поскольку пока все остальные блюзмены наиграются вдоволь, времени на выступление «ключевого» не остаётся. 24 июня 2006 г. состоялся концерт в клубе «Акватория». Речь идет в том числе о «Blues fest Delta Nevy», проходившем в Санкт-Петербурге 8 июля. Группа «Feedback» играла при участии Ярослава Помогайкина (гитара, вокал) в рамках IV Международного Фольклорного Блюзового Фестиваля «Дельта Невы». Кроме того, в Москве 9 и 10 июля в клубе «Mezzo Forte» и «Unplugged Cafe».
18 ноября 2006 года группа выступила в выставочном зале «Манеж» на Исаакиевской площади в честь 25-летия Ленинградского Рок-клуба. 19 ноября — на галаконцерте того же мероприятия в ДС «Юбилейный». Там они играли почти в 23 часа, и была проблема вообще не успеть, если бы «Ночные снайперы» пробыли на сцене на пару минут дольше. Трио были приглашены в Брянск на V Международный фестиваль «Джаз — это не только музыка и не только Jazz», проходивший 1—3 декабря. 28 апреля 2007 года деструктивный блюз-кор, психоделический джаз-панк и невероятные гаражные импровизации раздались в арт-клубе «Манхэттен». 8 июля «Feedback» появился на фестивале «Эммаус 2007», Тверская область. 5 сентября в клубе «Порт» (Санкт-Петербург) был блюзовый концерт с участием Ляпина, Курылёва и Нефедова.
После этих событий наступил долгий и вынужденный перерыв, когда «Feedback» не собирался (2008—2010). Произошло это по причине занятости музыкантов своими основными делами: Курылёв записывал сольно «Тонкую Игру», а затем «Дзен-Анархию» и «Век неспокойного солнца» с «Электрическими Партизанами», организовал «Подпольный Фронт», давал концерты по стране и за её пределами, вместе с Нефедовым играл в «Разных людях», выпустивших альбом «Дороги». А Ляпин занимался мастер-классами и развитием собственной «Rock-Механики». Кроме того, «Feedback» официально не был распущен, но фактически не существовал, так как не вызвал ожидаемого интереса ни у публики, ни у организаторов концертов и фестивалей.
Только 6 марта 2011 года они воссоединились и выступили в расширенном составе (Александр Ляпин, Вадим Курылёв — гитары, Павел Борисов — бас-гитара, Михаил Нефедов — барабаны) на концерте дня рождения Юрия Морозова в БКЗ «Аврора». 12 марта 2012 года, в очередной раз, на том же вечере.
Под девизом «Feedback is back!» 25 марта 2012 г. в старейшем рок-н-рольном клубе Санкт-Петербурга «Money Honey» прошел концерт группы с участием Сергея Летова. В 2013 году Александр Ляпин уехал жить в США.